# Bataille de Punta Gruesa
Guerre du Pacifique
Batailles
Campagne navale
- Chipana
- Iquique
- Punta Gruesa
- Antofagasta (1re)
- Antofagasta (2e)
- Rímac
- Angamos
- Pilcomayo
- Arica (1re)
- Arica (2e)
- Callao

Campagne terrestre
- Topáter
- San Francisco
- Tarapacá
- Los Ángeles
- Alto de la Alianza (Tacna)
- Arica
- Chorrillos
- Miraflores
- Lima
- San Pablo
- Pachia
- La Concepción
- Huamachuco

La bataille de Punta Gruesa était un combat naval qui a eu lieu le 21 mai 1879, pendant la Guerre du Pacifique (1879-1884) entre le Chili et le Pérou. Cet épisode peut être qualifié de deuxième partie de la bataille navale d'Iquique bien qu'elle soit décrite dans de nombreuses sources comme une bataille distincte.

## Historique
Au cours de la première année de la guerre, les efforts de guerre chiliens se sont concentrés sur la destruction de la marine péruvienne car les Chiliens comprenaient l'importance stratégique de la domination maritime. C'était dans le but de permettre à la marine chilienne d'aider l'armée à conquérir les territoires boliviens et péruviens avec des débarquements de troupes et des blocus portuaires.
En mai 1879, les principaux navires de la marine chilienne furent envoyés vers le port péruvien de Callao afin de détruire sa marine, tandis que deux vieux navires en bois, la corvette Esmeralda et la goélette Covadonga , commandés par le capitaine Arturo Prat et le capitaine Carlos Condell respectivement, ont été laissés bloquant le port péruvien d'Iquique.
Cependant, alors que la marine chilienne se dirigeait vers le nord en direction de Callao, deux navires cuirassés de la marine péruvienne ont filé au sud de Callao, sans être détectés. Ces navires étaient le monitor Huáscar et la frégate blindée Indepedencia, commandés par le capitaine Miguel Grau et le capitaine Juan Guillermo Moore.

## Le combat naval

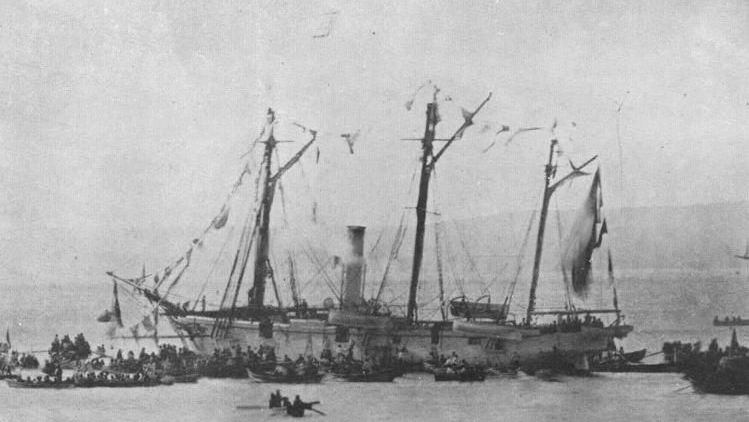
Cavadonga à Punta Gruesa

Le matin du 21 mai 1879, la vigie d'Esmeralda repéra deux navires venant du nord. Il s'agissait de l'Independencia et de Huáscar. Tentant de s'échapper, le Covadonga s'est dirigé vers le sud mais Esmeralda a connu des problèmes de moteur. À ce moment-là, la bataille était inévitable : tandis que Huáscar engageait Esmeralda, Independencia poursuivait le Covadonga vers le sud.

Bataille de Punta Gruesa

Le capitaine Condell du Covadonga se rendit compte que l' Independencia, plus rapide mais plus lourd, avait un tirant d'eau plus profond que sa goélette. Il est resté près de la côte, avec Independencia à sa poursuite, tandis que les deux navires échangeaient des tirs. Le manque de tireurs qualifiés de l' Independencia et le tir précis des tireurs d'élite du Covadonga ont prolongé la poursuite pendant plus de trois heures. Le tireur d'élite chilien mapuches Juan Bravo a été salué après la bataille pour avoir abattu de nombreux Péruviens. Le capitaine Moore de l' Independencia a décidé d'adopter une approche plus risquée et d'eperonner le navire chilien. Sondant constamment la profondeur, il a tenté de le faire deux fois, seulement pour devoir annuler l'attaque à l'approche des bas-fonds. Près de Punta Gruesa, une crique peu profonde, le Covadonga  a repéré un récif et s'est dégagé. L' Independencia, qui tentait de l'éperonner une troisième fois, heurta l'obstacle et prit aussitôt l'eau en se dirigeant vers tribord. Le Covadonga s'est alors retourné et a ouvert le feu, tandis que l'équipage de l'Independencia a riposté et a essayé de se dégager du récif.
Alors que le capitaine Moore réalisait que son vaisseau était perdu, il ordonna de le saborder mais la charge de sabordage était déjà inondée et elle ne pouvait pas exploser. Le Covadonga a continué à tirer mais s'est retiré quand Huáscar a été vu venant du nord. Le commandant du Huáscar a observé Independencia et a décidé de poursuivre l'ennemi après avoir vu qu'elle était immobilisée, mais cela a coûté un temps précieux et le Covadonga a navigué vers le sud aussi vite que possible. Le capitaine Grau a réalisé que Huáscar ne pouvait pas rattraper son avance de 10 milles avant le crépuscule, a abandonné la poursuite et est revenu pour aider Independencia. Il a récupérer ses armes ; l'équipage (ceux à bord et certains qui s'étaient échappés sur la plage) a été secouru et le navire a été incendié.
Les Péruviens ont perdu 5 membres d'équipage avec 5 blessés ; 3 membres d'équipage chiliens ont été tués et 5 blessés. 

### Conséquences
La bataille navale de Punta Gruesa était une défaite péruvienne. L'un des navires de guerre les plus puissants de la marine péruvienne a été perdu tandis que le Chili n'a perdu qu'un de ses plus anciens navires de guerre en bois.